# ナヴィード
ナヴィード（نوید, Navid）またはナヴィード・エルモサナアト（نوید علم و صنعت, Navid-e Elm-o San'at）はイランの実験用地球観測衛星。イラン科学技術大学の学生が開発した。
2012年2月3日にサフィール・ナヴィートロケットによって打ち上げられた。オミード、ラサッド1に続き、ナヴィードはイランが自国で打ち上げた3機目の衛星となった。
ナヴィードは重量50キロで、高度250-370kmの軌道を周回する。約18か月間軌道上に存在し、取得した画像データをイラン国内数か所にある地上局に送信する予定。